# Parectecephala dissimilis
Parectecephala dissimilis är en tvåvingeart som beskrevs av Malloch 1914. Parectecephala dissimilis ingår i släktet Parectecephala och familjen fritflugor. Inga underarter finns listade i Catalogue of Life.